# Rangpurská oblast
Rangpurská oblast je jedna z osmi oblastí Bangladéše. Jejím hlavním městem je Rangpur. Nachází se na severu země, přičemž na jihu sousedí s Rádžašáhskou oblastí a na jihovýchodě sousedí s Mymensinghskou oblastí; zbytek hranice sdílí s Indií (jmenovitě se státy Západní Bengálsko, Assam a Méghálaj. Oblast navíc sousedí s Siligurským koridorem, který ji odděluje od hranice s Nepálem a Bhútánem. Vznikla v roce 2010 a v roce 2022 v oblasti žilo přibližně 18 milionů obyvatel a byla tak čtvrtou nejlidnatější oblastí Bangladéše. 
Oblastí protékají řeky Tista a Jamuna. Oficiálními jazyky oblasti jsou angličtina, bengálština a také místní rangpurčtina. Kromě Rangpuru jsou dalšími významnými městy v oblasti Dinajpur a Saidpur. 